# (22177) Saotome
(22177) Saotome est un astéroïde de la ceinture principale.

## Description
(22177) Saotome est un astéroïde de la ceinture principale. Il fut découvert le 6 décembre 2000 au Bisei Spaceguard Center par le programme BATTeRS. Il présente une orbite caractérisée par un demi-grand axe de 3,17 UA, une excentricité de 0,14 et une inclinaison de 23,9° par rapport à l'écliptique.

## Compléments